# 臺灣首廟天壇
臺灣首廟天壇，位於臺灣臺南市中西區，為主祀玉皇上帝的道教廟宇，昔日為府城最高點－鷲嶺之上。別稱台南天壇，民間俗稱新天公廟。該地原為鄭氏王朝祭天用的祭壇，清咸豐四年（1854年），才於原址建廟立壇。1985年經中華民國政府指定為三級古蹟。1997年文化資產保存法修正取消三級分級制後，已變更為直轄市定古蹟。現與開基玉皇宮同為台南市兩大天公廟。

## 民俗
臺灣民間說法，「臺灣天公三間半」，意思是臺灣主奉天公的名廟，分別是南臺灣的臺南天壇、中臺灣的沙鹿玉皇殿、北臺灣的新竹天公壇，以及「半間」彰化元清觀（市區改正）。

### 天壇與天公埕

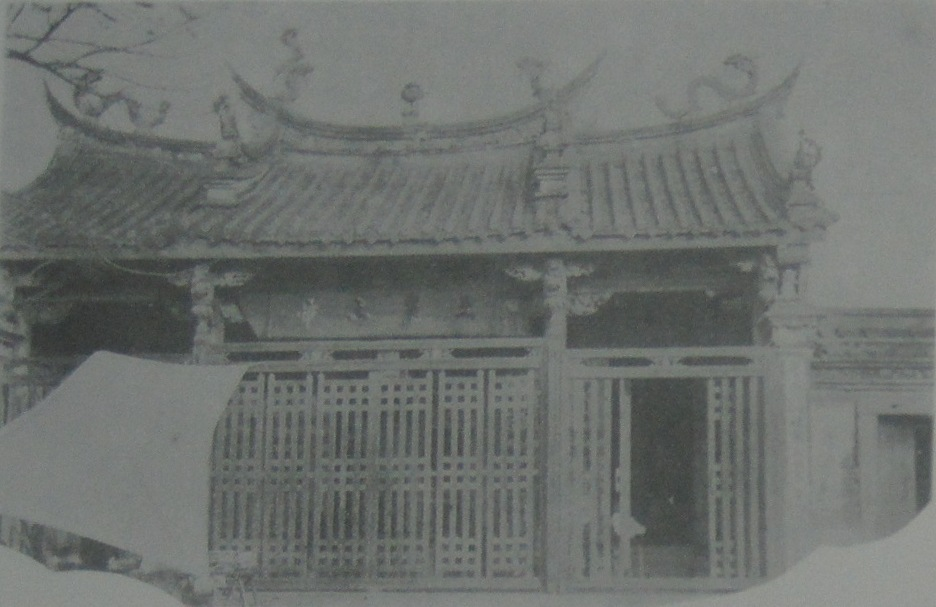
1933年的天壇

明清朝代的道教壇廟設置大略可分為自然神祇壇廟（如天壇）及人文神祇廟宇（如關帝廟）兩大類。其中，天壇為與上天交談的場所，因此祭祀活動必須於露天舉行，也就是於不設屋頂的壇上舉行儀式。而一般來說，天壇祭祀活動僅為君王才能從事的科儀。
相傳1661年12月鄭成功自荷蘭東印度公司取得臺灣後，官方的祭天天壇即設於「鷲嶺」，該小山丘即為臺南天壇現址。因為該地頗為平坦，台語亦稱天壇為天公埕（Thiⁿ-kong-tiâⁿ）。自此，此地點成為鄭氏王朝統治者每年祭祀上天的場所。
1683年明鄭滅亡後，明鄭王朝君臣，還有官兵、眷屬十萬人，俱遭清政府下令強制遷入中國內地十八行省。該壇現址遂不再舉行任何祭儀，然而輪值天公爐活動仍於當地依例輪值舉行，並由在地仕紳輪流值年，供奉該聖爐於該輪值仕紳的民宅大廳，是為爐主制度的道教習俗，也於其後普遍見於臺灣各地，且沿襲至今。
天壇所在位置稱為鷲嶺，為市內最高處。日治時期以後，臺南測候所亦落腳此處以便觀測氣候。詳見鷲嶺。

### 建廟

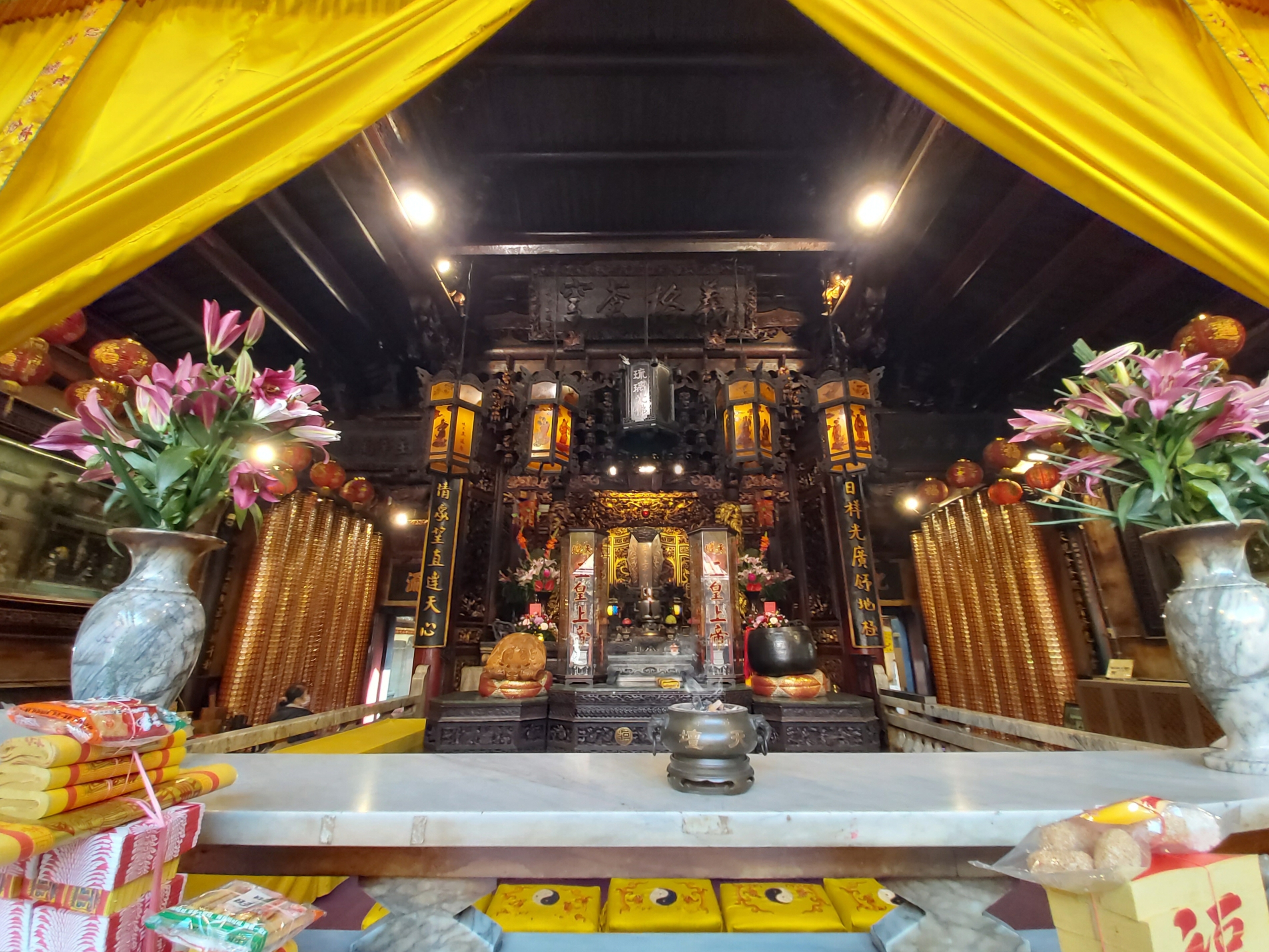
正殿玉皇上帝聖位

府城地區於每年農曆正月初九玉皇上帝聖壽的「天公生」日，用擲筊方式選出爐主安置聖爐的做法一直沿用到1850年代。後來因為漢人的臺灣移民漸多，教眾有增無減，於是當地仕紳研擬於原天壇現址建廟安置天公爐，而輪值爐主則成為該年度的廟宇經費資助人。1854年，府城官民共同集資興建廟宇，於同年8月動工，隔年完工。
1855年完工的天壇正殿奉祀玉皇上帝聖位，右側奉福德正神，隨後並增建後殿祭祀其他道佛神像。該廟不但成為臺灣史上首座壇廟，也是少見的天壇壇廟；另外，此間由官民合建的天壇，更是以聖牌而非泥塑木雕神像祭祀玉皇上帝的廟宇。

### 廟宇祭典

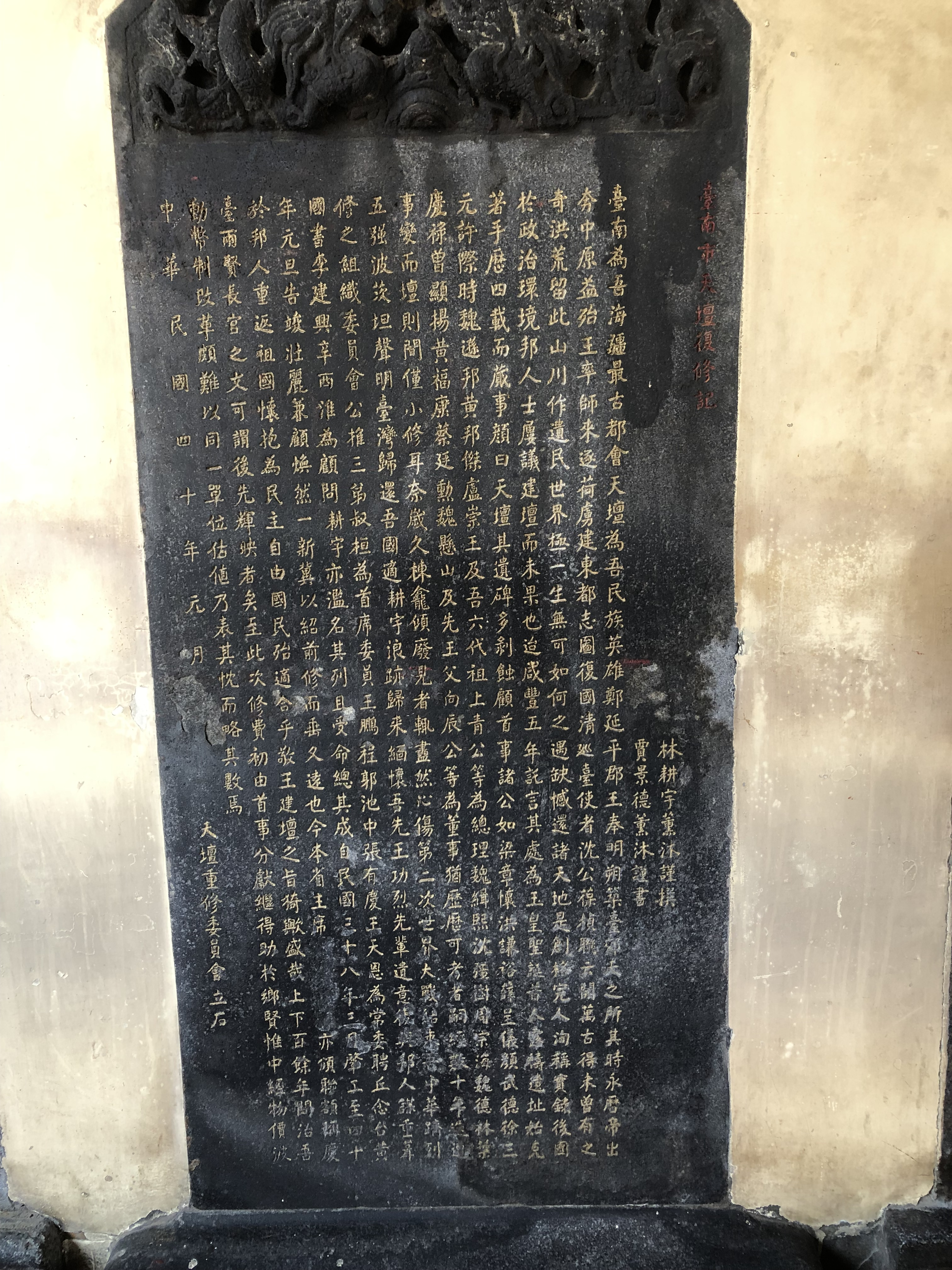
立於1950年的「臺南市天壇修復記」碑文，描述1949年的整修。值得注意的是碑文中時任省主席吳國楨的名字已遭挖掉。

臺南天壇的現有廟宇外觀與名稱均是從1893年的大修後沿用至今，於1862年、1893年、1949年、1982年及1996年經過規模大小不一的整修。其中，以1899年的整修幅度最大。迄今廟宇原貌亦為當時所修竣模樣。
該廟之所以修竣重整，除了年份久遠之外，增祀神明也是其主因。迄今，該廟的祭祀神明約有20多位，主要神祇有：
- 正殿:
  - 玉皇上帝：俗稱天公、天公祖。由於玉皇上帝是自然界的神化，至尊無形，廟宇多不塑像，以神明牌位代替，民間祭拜則以天公爐代表。農曆正月初九是玉皇上帝誕辰，即「天公生」，祭典從零時起至凌晨4時左右止，儀典盛大隆重。

- 後殿:
  - 三清道祖：位於該廟宇後殿正龕上方的3尊神像：
    - 元始天尊：三清首神，亦稱造化之神。
    - 靈寶天尊：別稱太上道君，為十界醫王。
    - 道德天尊：別稱太上老君、李老君，曾化身為春秋時代楚國哲學家老子。

  - 斗姥元君：重要的星辰女神。其造形十分奇特，有四首、三目、八臂。
  - 三官大帝：位於後殿正龕下方的3尊造形近似，且做帝王打扮的神明。為天官一品賜福紫微大帝、地官二品赦罪清虛大帝及水官三品解厄洞陰大帝的合稱。三官大帝由於神格相當高，民間奉祀多以「三界公爐」代表，如臺南天壇般塑神像奉祀者較少見。
  - 南斗星君、北斗星君、東斗星君、西斗星君、普化天尊、太乙真人、張府天師、天醫真人、司命灶君、下壇將軍

- 先達廳：天壇開廟先賢

- 武聖殿：文衡聖帝、張仙大帝、王靈天君、五文昌（文昌帝君、孚佑帝君、文衡帝君、朱衣神君及魁斗星君）、釋迦牟尼佛、岳武穆王、延平郡王、觀世音菩薩、天上聖母、月老、註生娘娘、福德正神

- 馬爺祠：馬使爺、神馬

- 太歲殿：斗姥元君、太歲星君、南斗星君、北斗星君、太陽星君、太陰星君、王靈天君、張仙大帝、張府天師、虎將軍

## 建築設計

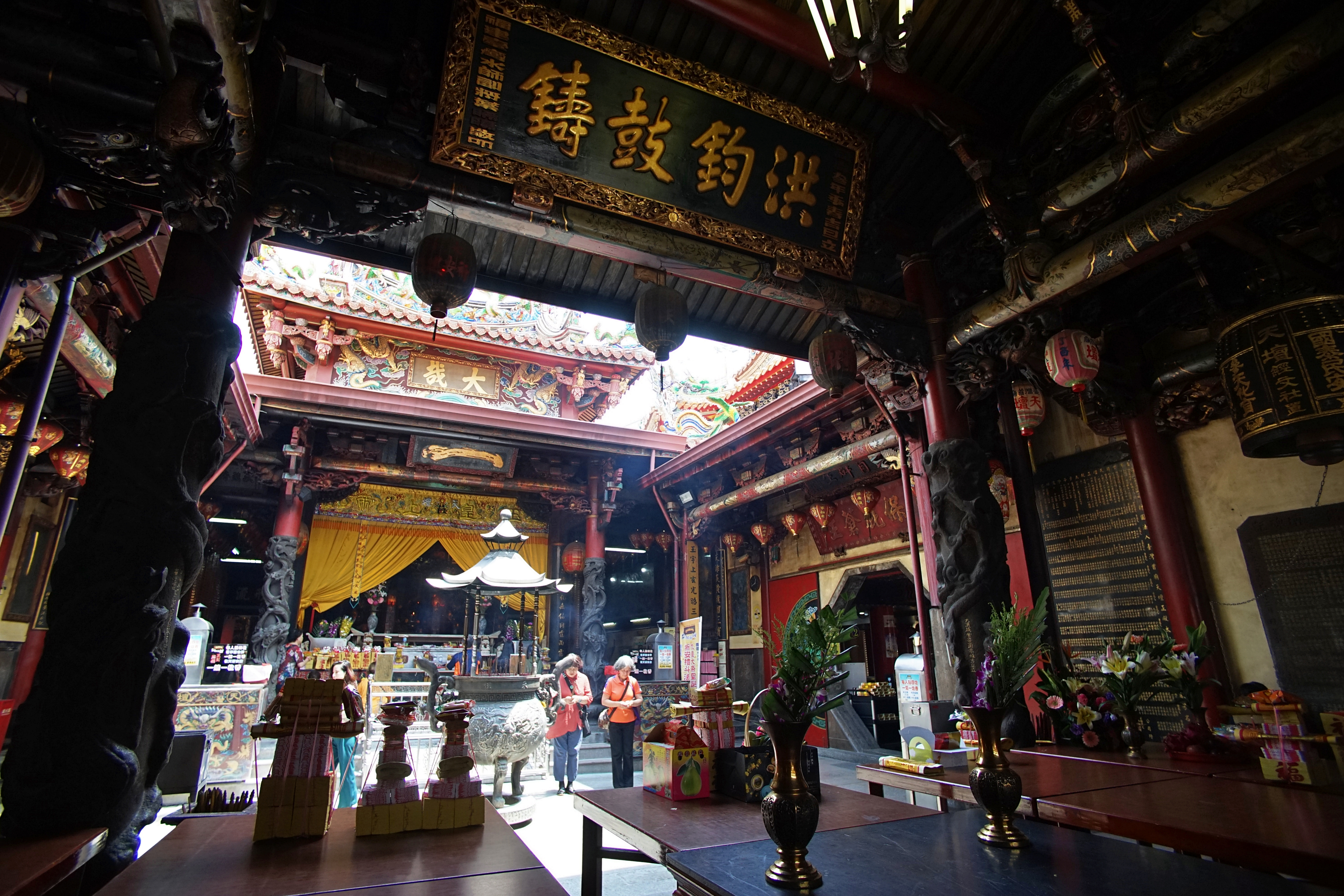
臺南天壇正殿
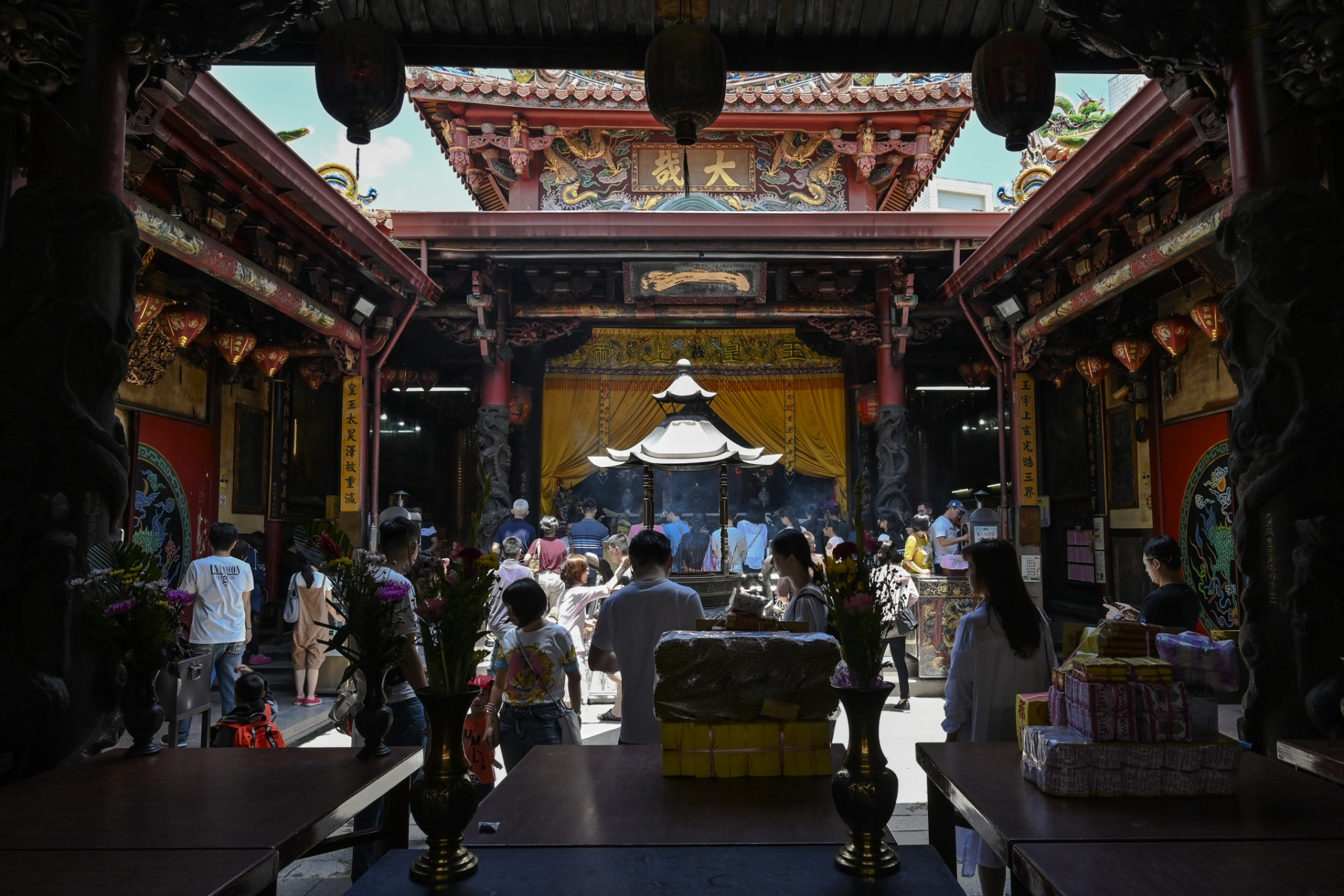
臺南天壇正殿
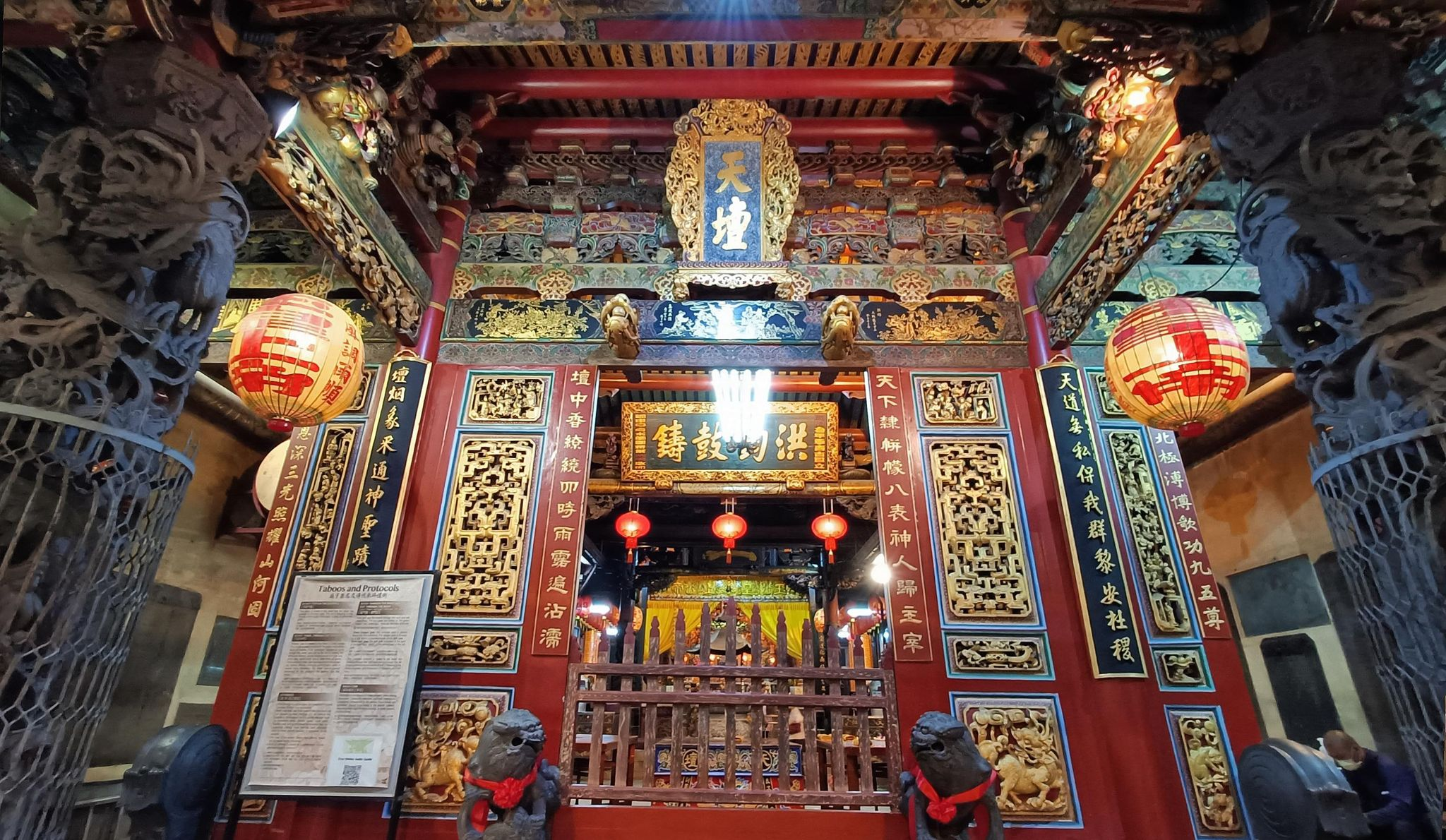
天壇三川殿的正匾
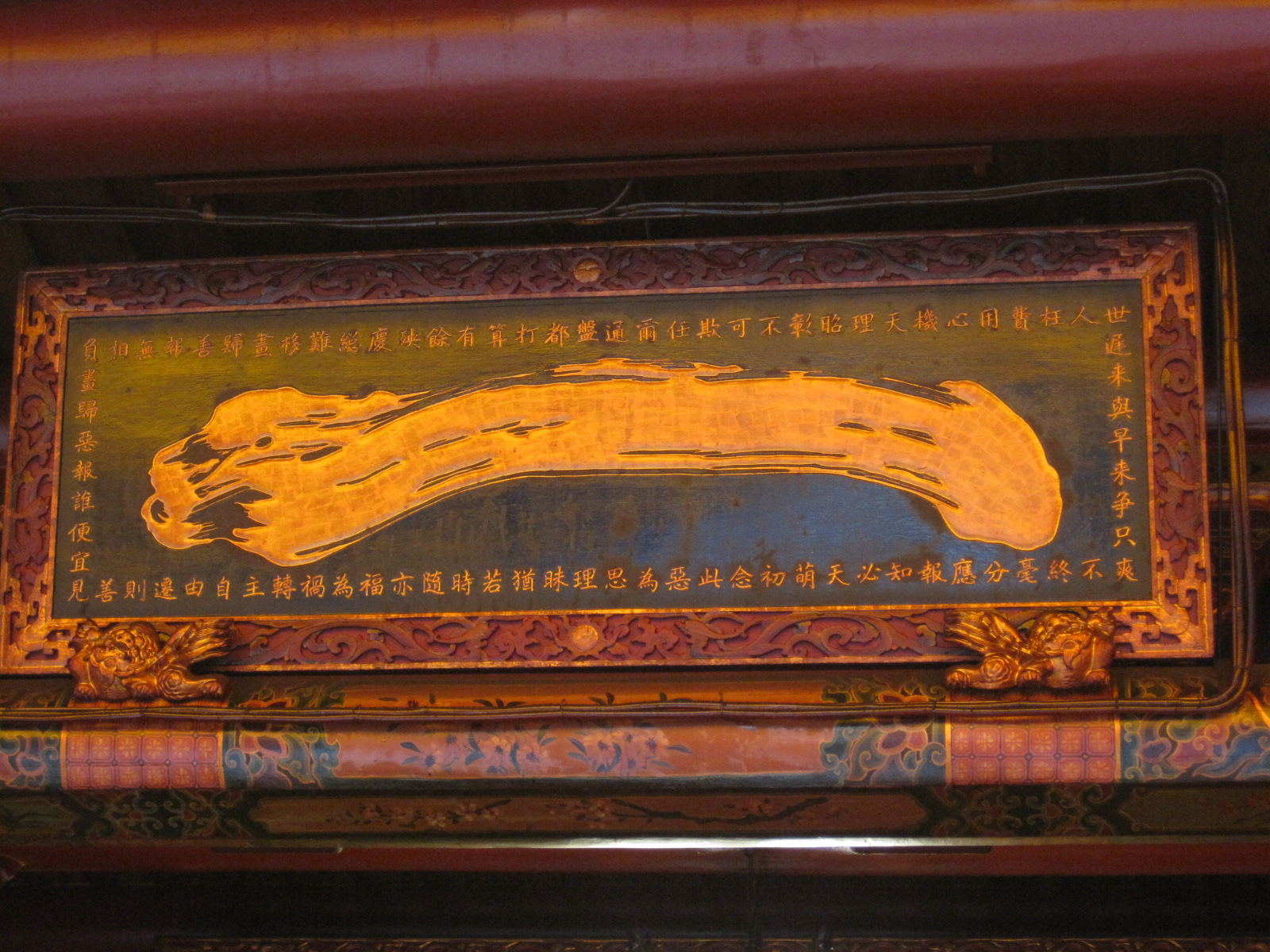
天壇正殿的「一」字匾。

因臺南天壇附近的數百年的街道整建，加上多次整修都未能復舊施工，因此整體建築並未顯出古貌。不過該廟三進三開間帶兩廊的格局仍顯宏偉。除此，殿外龍形照壁、正殿的重檐歇山頂、後殿的雙斜坡硬山單檐式屋頂，及各殿均有的起翹燕尾、屋架、斗拱、「憨番」雕刻都極具特色。
高懸屋垣的「一」字匾名震南都，長186.3公分，寬66.8公分，厚4.3公分。臺語俗諺稱「千算萬算，算不到天一劃。」（或作「千算萬算，不值天一劃」，意思是「人算不如天算，冥冥之中自有定數」。）故立了「一」字匾，紀念上蒼造化之功。
額面以楷書刻「一」字，四面圍繞84字楷書陰刻小字，自右上角起，以逆時針方向排列。匾額框為杉木；匾額板面材質經取樣檢測後確認為柳桉木。柳桉木的木材運用始於日治時期，木材原產東南亞，屬常綠喬木。2009年2月5日依南市文資第09818543330號，被臺南市政府指定為文化資產「一般古物」類。:164-170
本廟「一字匾」與臺灣府城隍廟的「爾來了」匾、竹溪寺「了然世界」匾合稱「府城三大名匾」。若加上祀典武廟的「大丈夫」匾額，則稱臺南四大名匾。

### 引用
1. ↑  . 今日新聞NOWnews. 2023-01-20  [2024-05-28]. （原始内容存档于2024-05-27）.
2. ↑  旅遊資訊-天壇天公廟 （页面存档备份，存于），臺南大飯店
3. ↑  盧泰康著. . 臺北市: 五南圖書出版有限公司. 2017年7月初版一刷. ISBN 978-957-11-9180-5.

## 外部連結
- 官方网站 （页面存档备份，存于）
- 臺灣首廟天壇的Facebook專頁
- 臺灣首廟天壇- 臺灣宗教百景 （页面存档备份，存于）
- 臺灣首廟天壇 - 文化部iCulture （页面存档备份，存于）